# Astragalus ponticus
Astragalus ponticus är en ärtväxtart som beskrevs av Pall.. Astragalus ponticus ingår i släktet vedlar, och familjen ärtväxter. Inga underarter finns listade i Catalogue of Life.